# Anthony Quinn

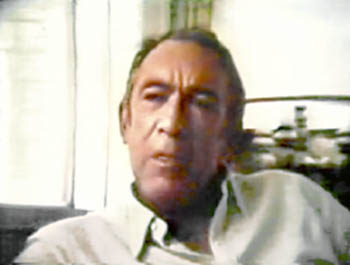
Anthony Quinn

Antonio Rudolfo (Anthony) Quinn Oaxaca (Chihuahua, 21 april 1915 – Boston, 3 juni 2001) was een Iers-Amerikaans-Mexicaans acteur, schilder en beeldhouwer.

## Biografie
Quinn was de zoon van een Iers-Mexicaanse vader die in Los Angeles werkte als cameraman. Na het overlijden van zijn vader was hij genoodzaakt voor zijn oma, moeder en zusters te zorgen. Hij werkte in een matrassenfabriek, speelde saxofoon in het evangelisch orkest van Aimee Semple McPherson en studeerde en werkte met architect Frank Lloyd Wright. Wright overtuigde Quinn ervan om de toneelschool te gaan volgen om zijn spraak te verbeteren. Zodoende werd de weg naar het theater geopend.
Quinn had al op het toneel gestaan met Mae West in Clean Beds (1936) en al een eerste rol gehad in de film Parole (1936). Hij wees regisseur Cecil B. DeMille terecht ten overstaan van het voltallige filmteam. Quinn speelde een Cheyenne-indiaan in The Plainsman (1937). Na een zoveelste tirade van de regisseur reageerde hij door te vertellen hoe de scène wél gefilmd kon worden en dat DeMille de $75 dagsalaris in zijn gat kon steken. DeMille staarde Quinn hierop enige tijd zwijgend aan en verkondigde toen dat Quinn gelijk had. De setting werd gewijzigd. DeMille zei hier later over: "It was one of the most auspicious beginnings for an actor I've ever seen."
Quinn speelde in nog twee films (The Buccaneer 1938, Union Pacific 1939) van de regisseur. Hij verleidde en trouwde DeMilles geadopteerde dochter Katherine en regisseerde in 1958 the remake van The Buccaneer, met DeMille als uitvoerend producent. Dit werd DeMilles laatste project voor diens dood. Quinn ontkwam aan het label 'DeMilles schoonzoon' door een aanzienlijke eigen reputatie te verwerven. Hij hield het meer dan zeventig jaar vol in de filmindustrie.
Quinn werd vier keer genomineerd voor een Oscar en verzilverde die nominaties twee keer, beide keren in de categorie 'beste mannelijke bijrol' in 1952 en 1956. (alleen nominatie: Wild Is the Wind in 1957 en Zorba de Griek in 1964). Hij heeft van alle Oscarwinnaars, met de meeste Oscarwinnaars (voor acteerwerk) samengespeeld, namelijk 46: 28 acteurs en achttien actrices.
Quinn is drie keer getrouwd geweest: met Katherine deMille, Iolanda Addolori en Kathy Benvin. Hij was de vader van dertien kinderen die voortkwamen uit deze huwelijken en uit buitenechtelijke relaties. Met Addolori kreeg hij onder andere zoon Francesco Quinn, die met rollen in meer dan dertig films en verschillende televisieseries het nadrukkelijkst in zijn vaders voetsporen trad als acteur.
Quinn stierf op 86-jarige na een ziekbed van zeventien dagen aan longontsteking en ademhalingsproblemen.

## Filmografie
- Avenging Angelo, 2002
- Gotti, 1996
- Seven Servants,1996
- A Walk in the Clouds, 1995
- This Can't Be Love, 1994
- Last Action Hero, 1993
- Mobsters, 1991
- Jungle Fever, 1991
- Revenge, 1990
- High Risk, 1981
- Lion of the Desert, 1981
- The Passage, 1979
- Caravans, 1978
- The Children of Sanchez, 1978
- The Greek Tycoon, 1978
- Jesus of Nazareth, 1977
- The Message: The Story of Islam, 1976
- L'eredità Ferramonti, 1976
- Tigers Don't Cry, 1976
- The Marseille Contract, 1974
- The Secret of Santa Vittoria, 1969
- La Bataille de San Sebastian, 1968
- The Shoes of the Fisherman, 1968
- La Vingt-Cinquième Heure, 1967
- L'avventuriero, 1967
- A High Wind in Jamaica, 1965
- Zorba de Griek, 1964
- Behold a Pale Horse, 1964
- Requiem for a Heavyweight, 1962
- Lawrence of Arabia, 1962
- Barabbas, 1961
- The Guns of Navarone, 1961
- Heller in Pink Tights, 1960
- Last Train from Gun Hill, 1959
- Warlock, 1959
- The Buccaneer, 1958
- Wild Is the Wind, 1957
- Notre-Dame de Paris, 1956
- Lust for Life, 1956
- Attila, 1954
- Ulisse, 1954
- La strada, 1954 als Zampano
- Ride Vaquero!, 1953
- Against All Flags, 1952
- The World in His Arms, 1952
- Viva Zapata!, 1952
- Against All Flags, 1952
- Sinbad the Sailor, 1947
- California, 1947
- Back to Bataan, 1945
- The Ox-Bow Incident, 1943
- The Black Swan, 1943
- Road to Morocco, 1942
- They Died with Their Boots On, 1941
- Blood and Sand, 1941
- City for Conquest, 1941
- The Ghost Breakers, 1940
- Union Pacific, 1939
- Road to Singapore, 1940
- Daughter of Shanghai, 1937
- The Plainsman, 1936

## Discografie

### Singles
| Single met eventuele hitnotering(en) in de Nederlandse Top 40 | Datum van verschijnen | Datum van binnenkomst | Hoogste positie | Aantal weken | Opmerkingen |
| ------------------------------------------------------------- | --------------------- | --------------------- | --------------- | ------------ | ----------- |
| I love you, you love me                                       |                       | 7-10-1967             | tip             |              |             |